# San Mauro Forte
San Mauro Forte är en ort och kommun i provinsen Matera i regionen Basilicata i Italien. Kommunen hade 1 473 invånare (2017).